# Cantón de Montoir-de-Bretagne
El cantón de Montoir-de-Bretagne era una división administrativa francesa, que estaba situada en el departamento de Loira Atlántico y la región de Países del Loira.

## Composición
El cantón estaba formado por cuatro comunas:
- Donges
- Montoir-de-Bretagne
- Saint-Malo-de-Guersac
- Trignac

## Supresión del cantón de Montoir-de-Bretagne
En aplicación del Decreto n.º 2014-243 de 25 de febrero de 2014, el cantón de Montoir-de-Bretagne fue suprimido el 22 de marzo de 2015 y sus 4 comunas pasaron a formar parte del nuevo cantón de Saint-Nazaire-2 .